# Everlasting Gift
Everlasting Gift – trzecia kompilacja japońskiej piosenkarki Yukari Tamury, wydana 17 października 2012. Album osiągnął 3 pozycję w rankingu Oricon, sprzedał się w nakładzie 27 572 egzemplarzy.

## Lista utworów

### CD
| Nr  | Tytuł | Słowa                            | Kompozycja     | Aranżacja          | Czas |
| --- | --- | -------------------------------- | -------------- | ------------------ | ---- |
| 1.  | "Hoshizora no Spica" (jap. 星空のSpica) | Karen Shīna                      | Masatomo Ōta   | Masatomo Ōta       | 4:45 |
| 2.  | "Beautiful Amulet" | Karen Shīna                      | Masatomo Ōta   | Masatomo Ōta       | 4:32 |
| 3.  | "Bambino Bambina" (jap. バンビーノ・バンビーナ)                                                                                            | Manami Fujino                    | Masatomo Ōta   | Masatomo Ōta       | 5:02 |
| 4.  | "Tomorrow" | Natsumi Watanabe                 | Kōsuke Noma    | Masatomo Ōta       | 4:50 |
| 5.  | "You & Me feat.motsu from m.o.v.e" | Miku Hatsuki Rap: motsu          | Kazuya Komatsu | Kazuya Komatsu     | 4:05 |
| 6.  | "My wish My love" | Karen Shīna                      | Masatomo Ōta   | Masatomo Ōta       | 5:24 |
| 7.  | "Oshiete A to Z" (jap. おしえて A to Z) | Manami Fujino                    | Masatomo Ōta   | Masatomo Ōta       | 4:04 |
| 8.  | "Platinum Lover's Day" (jap. プラチナLover's Day Purachina Lover's Day)                                                                    | Gorō Matsui                      | Masatomo Ōta   | Masatomo Ōta       | 3:55 |
| 9.  | "Endless Story" | Gorō Matsui                      | Masatomo Ōta   | Masatomo Ōta       | 3:48 |
| 10. | "fancy baby doll" | Yukiko Mitsui                    | Masatomo Ōta   | Masatomo Ōta       | 4:26 |
| 11. | "Honey Moon" | Yukari Tamura                    | Masatomo Ōta   | Masatomo Ōta       | 3:29 |
| 12. | "Yumeiro Labyrinth" (jap. 夢色ラビリンス Yumeiro Rabirinsu)                                                                                | Gorō Matsui                      | Masatomo Ōta   | Masatomo Ōta, Effy | 5:16 |
| 13. | "Party wa owaranai feat.motsu from m.o.v.e" (jap. パーティーは終わらない feat.motsu from m.o.v.e Pātī wa owaranai feat.motsu from m.o.v.e) | Chokkyū Murano Rap Lyrics: motsu | Masatomo Ōta   | Masatomo Ōta       | 3:48 |

### DVD
| Nr | Tytuł                                                                            | Czas |
| -- | -------------------------------------------------------------------------------- | ---- |
| 1. | "Party wa owaranai" (jap. パーティーは終わらない Pātī wa owaranai) (MUSIC VIDEO) |      |
| 2. | "MAKING"                                                                         |      |